# أبا إيبان
 أوبري سوليمون مائير إيبان  (بالعبرية: אבא אבן‏) (2 فبراير 1915—17 نوفمبر 2002) وشهرته  أبا إيبان  دبلوماسي وسياسي إسرائيلي.

## حياته
ولد في كيب تاون بجنوب أفريقيا ثم انتقل إلى إنجلترا في سن مبكرة. تلقى تعليمه هناك قبل أن يدرس اللغات الشرقية في كامبردج. في طفولته، كان يتم إرساله إلى منزل جده في نهاية كل أسبوع لدراسة اللغة العبرية والأدب التوراتي. خلال الفترة التي قضاها في الجامعة وبعد ذلك، شارك إيبان في اتحاد الشباب الصهيوني مشاركة نشطة. كما كان رئيسًا لتحرير مجلة «الشباب والصهيونية». بعد تخرجه، قام بعمل دراسات في اللغتين العربية والعبرية من 1938-1939.
عند اندلاع الحرب العالمية الثانية، انضم إيبان للعمل مع حاييم فايتسمان في المنظمة الصهيونية العالمية في لندن في ديسمبر عام 1939. وبعد بضعة أشهر، التحق بالجيش البريطاني كضابط مخابرات، حيث تمت ترقيته إلى رتبة ميجور. خدم كضابط اتصال للحلفاء في فلسطين. في عام 1947، واعتمادًا على مهاراته اللغوية، ترجم رواية يوميات نائب في الأرياف لتوفيق الحكيم من اللغة العربية.
عاد إيبان إلى لندن للعمل في الوكالة اليهودية، ثم سافر إلى نيويورك، حيث كانت الجمعية العامة للأمم المتحدة تدرس «مسألة فلسطين». في عام 1947، تم تعيينه كضابط اتصال مع لجنة الأمم المتحدة الخاصة بشأن فلسطين، حيث استطاع تحقيق الموافقة على تقسيم فلسطين بين العرب واليهود القرار 181. في هذه المرحلة، قام بتغيير اسمه إلى كلمة «أبا» العبرية (إلا أنه نادرا ما كان يستخدم بشكل غير رسمي)، ومعناها «الأب»، حيث رأى نفسه الأب الروحي لدولة إسرائيل. أمضى إيبان عشر سنوات في الأمم المتحدة، وأيضا بمثابة سفير لبلاده لدى الولايات المتحدة في نفس الوقت. كان يشتهر مهاراته الخطابية. وصفه هنري كيسنجر بهذه الكلمات:
 «لم يسبق لي أن واجهت أي شخص له القدرة على استخدام اللغة الإنجليزية بإحكام، مستخدما جُمل معقدة بما فيه الكفاية لاختبار ذكاء المستمع في وقت واحد، وتركًا المستمع متفاجئاً من براعة المتكلم». 
طريقته في العرض وفهمه للتاريخ وقدرته على الخطابة، جعلوه قادرًا على مواجهة أي من المشككين في إسرائيل أو حتى المعاديين لها. كما كان يتقن عشر لغات. في عام 1952، انتخب إيبان نائبًا لرئيس الجمعية العامة للأمم المتحدة.
غادر إيبان الولايات المتحدة في عام 1959 وعاد إلى إسرائيل، حيث انتخب عضوا في الكنيست بوصفه عضوا في حزب ماباي. تم اختياره وزيرًا للتعليم والثقافة في حكومة دافيد بن غوريون من عام 1960 حتي 1963، ثم نائبا لرئيس الوزراء ليفي أشكول حتى عام 1966. خلال هذه الفترة (1959-1966)، كان رئيسا لمعهد وايزمان في رحوفوت.

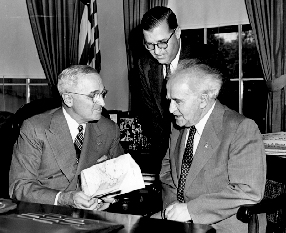
أبا إيبان يتوسط دافيد بن غوريون وهاري ترومان

من 1966 إلى 1974، شغل منصب إيبان وزير خارجية إسرائيل، وتولى الدفاع عن بلاده بعد حرب 1967. ومع ذلك، كان مؤيدا قويا للتخلي عن الأراضي التي احتلتها في الحرب في مقابل السلام. كما لعب دورًا هامًا في صياغة قرار مجلس الأمن 242 في عام 1967 وقرار مجلس الأمن 338 في عام 1973. كما أجرى اتصالات رفيعة المستوى مع البابا بولس السادس الذي استقبله في عام 1969.
تعرّض إيبان لانتقادات لعدم تعبيره عن آرائه في السائل الداخلية في إسرائيل. كما كان يصنف على أنه من «الحمائم» في السياسة الإسرائيلية. كما كانت له تصريحات صريحة بعد خروجه من مجلس الوزراء. في عام 1977 و1981 كان من الواضح أن شيمون بيريز يعتزم تعيين إيبان وزيرًا للخارجية، إذا فاز حزب العمل في تلك الانتخابات. كانت أمام إيبان فرصة ليكون وزير بلا حقيبة في عام 1984 في حكومة الوحدة الوطنية، ولكنه اختار بدلا من ذلك العمل كرئيس للجنة الشؤون الخارجية والدفاع في الكنيست من 1984 إلى 1988.
بعد محادثات السلام في جنيف في ديسمبر عام 1973، علق إيبان علّق على المفاوضات قائلًا: «العرب لا يفوتون فرصة لتفويت فرصة» (يعني بذلك من أجل السلام).

## اعتزاله السياسة
في عام 1988، بعد ثلاثة عقود في الكنيست، خسر مقعده بعد الانقسامات الداخلية في حزب العمل الإسرائيلي. كرّس بقية حياته للكتابة والتدريس، حيث عمل كمحاضر زائر في جامعة برنستون وجامعة كولومبيا وجامعة جورج واشنطن.
إيبان توفي في عام 2002 ودُفن في كفار شاريهو شمال تل أبيب.
إيبان هو الأخ غير الشقيق لحاييم هرتسوغ الرئيس السادس لدولة إسرائيل.

## الجوائز
في عام 2001، حصل إيبان على جائزة إسرائيل عن مجمل أعماله، ومساهمتها الخاصة في المجتمع والدولة.

## وصلات خارجية
- أبا إيبان على موقع IMDb (الإنجليزية)
- أبا إيبان على موقع الموسوعة البريطانية (الإنجليزية)
- أبا إيبان على موقع مونزينجر (الألمانية)
- أبا إيبان على موقع ميوزك برينز (الإنجليزية)
- أبا إيبان على موقع إن إن دي بي (الإنجليزية)
- أبا إيبان على موقع ديسكوغز (الإنجليزية)

- Abba Eban Centre for Israeli Diplomacy (Part of the Harry S. Truman Institute for the Advancement of Peace)
- A Collection of Abba Eban's speeches (and others)
- Eban Israeli Ministry of Foreign Affairs (Biography and Selected Speeches)